# Altes Rathaus Lüdenscheid

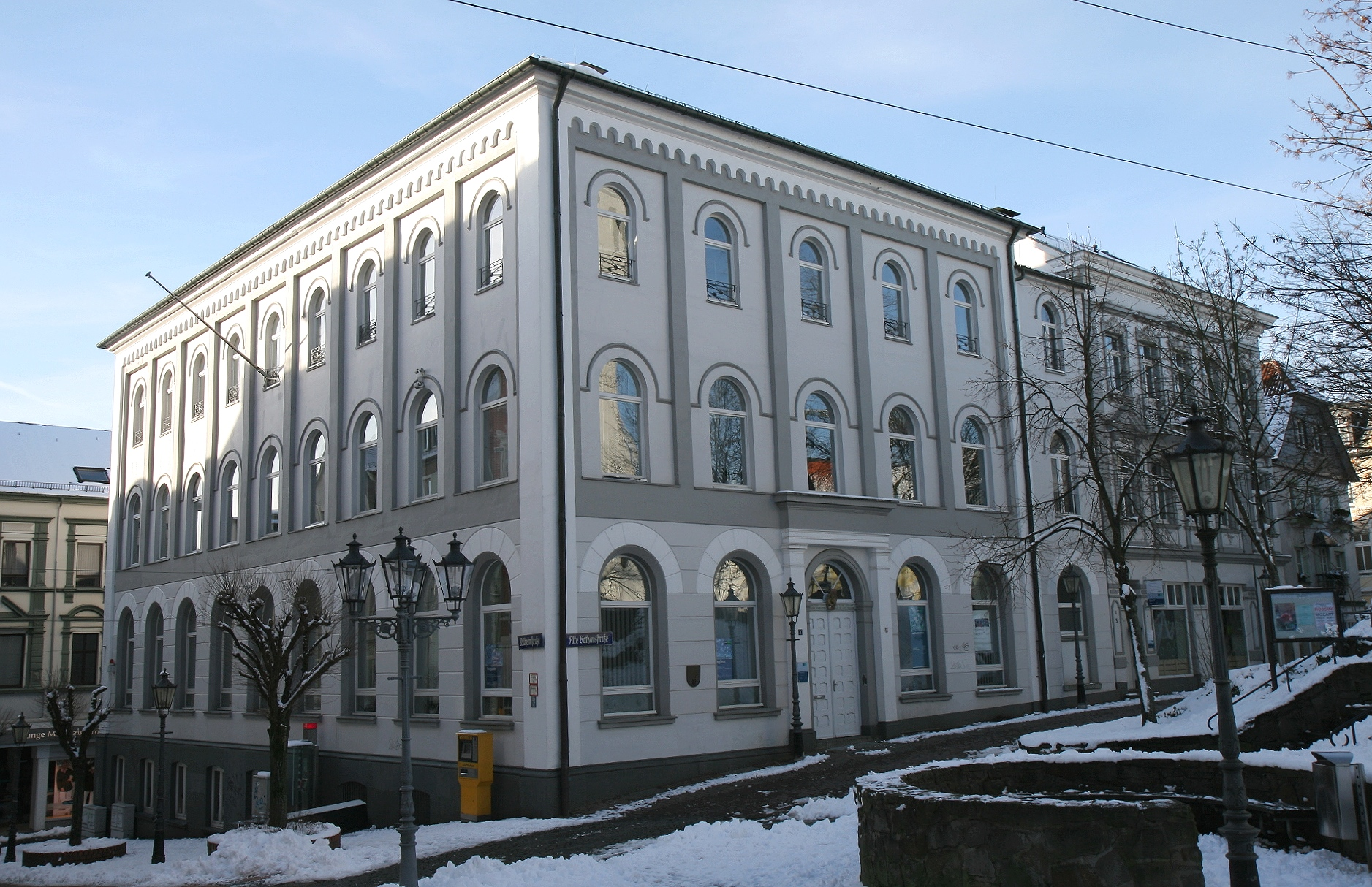
Altes Rathaus Lüdenscheid

Das Alte Rathaus Lüdenscheid war bis zur Fertigstellung des Neuen Rathauses 1964 der zentrale Sitz der Stadtverwaltung von Lüdenscheid. 1874 war das Gebäude mit drei Vollgeschossen im Stil italienischer Renaissance-Palazzi fertiggestellt worden. Rundbogenfenster, eine angedeutete Rustizierung im Erdgeschoss, Lisenen im ersten und zweiten Stock, sowie ein Rundbogenfries unter dem flachen Dach verleihen ihm sein besonderes Gepräge. Durch die Entfernung der ursprünglichen gegliederten Fenster ist das Gesamterscheinungsbild heute leicht streng. Das Gebäude befindet sich an zentraler Stelle der Lüdenscheider Altstadt und in direkter Nachbarschaft der Erlöserkirche. Zuvor befand sich hier das sogenannte Hochgrafenhaus der Familie von Hymmen. Von 1816 bis zu seinem Abbruch 1871/72 hatte auch dieses bereits als Rathaus gedient.
In den Polizeihaftzellen des Alten Rathauses waren im Dritten Reich über 1.000 Personen aus politischen Gründen inhaftiert, von welchen 356 namentlich identifiziert wurden, darunter Erwin Welke, der spätere Oberbürgermeister der Stadt Lüdenscheid. Bereits Jahrzehnte vor Errichtung des neuen Rathauses reichte das Raumangebot des Alten Rathauses für die Stadtverwaltung nicht mehr aus. So war sie zuletzt auf mehr als ein Dutzend Standorte verteilt. 1973 zogen das Kulturamt der Stadt Lüdenscheid und 1979 die Städtische Galerie in das Alte Rathaus ein. Heute befindet sich in dem denkmalgeschützten Bau die Zentrale der kommunalen Volkshochschule.
Nach jahrelangem Engagement der Friedensgruppe Lüdenscheid, des Initiativkreises und späteren Vereins Ge-Denk-Zellen Altes Rathaus Lüdenscheid e. V. wurden am 23. November 2012 die Ge-Denk-Zellen Altes Rathaus im Rahmen eines feierlichen Festaktes eröffnet. Seither befindet sich im Vorraum und zwei Arrestzellen im Keller des Gebäudes eine Mahn- und Gedenkstätte zur Dokumentation der Lüdenscheider NS-Geschichte. Die Gestaltung einer dritten Zelle ist mittlerweile in Planung und Vorbereitung.